# ジョン・コルヴィル (第6代クーロスのコルヴィル卿)
第6代クーロスのコルヴィル卿ジョン・コルヴィル（英語: John Colville, 6th Lord Colville of Culross、1690年 – 1741年4月20日）は、スコットランド貴族、軍人。

## 生涯
第5代クーロスのコルヴィル卿アレクサンダー・コルヴィルとメアリー・アースキン（Mary Erskine、1717年8月9日以降没、初代準男爵チャールズ・アースキンの娘）の息子として、1690年に生まれた。エンサインとして1709年のマルプラケの戦いに参戦した。
1717年8月9日に父が死去、1722年4月2日に第2代クーロスのコルヴィル卿ジェームズ・コルヴィルの継承者であると（法的に）宣言された。同月に総選挙が行われたが、第6代コルヴィル卿がスコットランド貴族代表議員選挙で投票しようとしたとき、クーロスのコルヴィル卿の爵位がイングランド王国とスコットランド王国の合同時点（1707年）での貴族名簿になかったため拒否された。そのため、第6代コルヴィル卿は1723年に請願を提出して、クーロスのコルヴィル卿の継承権を承認するよう求めた。第6代コルヴィル卿は初代クーロスのコルヴィル卿ジェームズ・コルヴィルの父ジェームズの異母弟アレクサンダーの来孫（5代後の子孫）と遠縁だったが、貴族院は1723年5月27日に請願を認め、コルヴィル卿は貴族名簿に追加された。
爵位を継承した後も軍人生涯を続け、1727年のジブラルタル包囲戦に参戦、1739年にジェンキンスの耳の戦争が勃発した時点では中佐まで昇進していた。しかし、カルタヘナ・デ・インディアス遠征中に疫病にかかり、1741年4月20日にカルタヘナ沖の輸送船上で死去した。

## 家族
1716年、アイルランドでエリザベス・ジョンストン（Elizabeth Johnston、1701年頃 – 1748年3月3日）と結婚、6男3女をもうけた。
- アレクサンダー（英語版）（1717年 – 1770年） - 第7代クーロスのコルヴィル卿
- チャールズ - 夭折
- ジョージ（1720年 – 1739年） - ニューヨークにて没
- ジョン（1725年 – 1811年） - 第8代クーロスのコルヴィル卿
- チャールズ（1726年4月21日 – 1763年3月15日）
- マーガレット - ポール・キャッスルメイン（Paul Castlemaine）と結婚、子供あり
- メアリー（1731年4月4日没） - 夭折
- ジェームズ（1734年 – 1761年1月21日） - 海軍軍人。ポンディシェリー沖で戦列艦サンダーランド（英語版）の沈没に巻き込まれ死去
- エリザベス - ロバート・ペトリー（Robert Petrie）と結婚、子供あり